# Kuta Rayat
Kuta Rayat is een bestuurslaag in het regentschap Karo van de provincie Noord-Sumatra, Indonesië. Kuta Rayat telt 2459 inwoners (volkstelling 2010).